# Веддаска
Веддаска (італ. Veddasca) — колишній муніципалітет в Італії, у регіоні Ломбардія,  провінція Варезе. З 4 лютого 2014 року Веддаска є частиною новоствореного муніципалітету Макканьо-кон-Піно-е-Веддаска.
Веддаска розташована на відстані близько 550 км на північний захід від Рима, 75 км на північний захід від Мілана, 28 км на північ від Варезе.
Населення — 239 осіб (2012).

## Демографія
Населення за роками:

Станом на 31 грудня 2010 року в муніципалітеті офіційно проживало 25 іноземців з 7 країн, серед них 14 громадян країн Євросоюзу та 1 громадянин України.

## Сусідні муніципалітети
- Кав'яно
- Курилья-кон-Монтев'яско
- Думенца
- Індеміні
- Макканьо
- Піно-сулла-Спонда-дель-Лаго-Маджоре
- Сант'Аббондіо